# Parekia
Parekia (z gr. παρά pará "obok", οἶκος oikos "dom") – trwałe sąsiedztwo przy obopólnej tolerancji: np. bernikle rdzawoszyje szukają sąsiedztwa myszołowów i sokołów jako ochrony przed lisami.